# Eppelein von Gailingen
Eppelein von Gailingen, nemški ropar in romantični heroj, * 1310, Illesheim bei Windsheim, † 15. maj 1381, Neumarkt.